# Reino Kuuskoski
Reino Kuuskoski, né le 18 janvier 1907 à Loimaa et mort le 27 janvier 1965 à Helsinki, est un homme d'État finlandais, premier ministre de la Finlande du 26 avril au 29 août 1958,.